# 金奉哲
金 奉哲（キム ボンチョル、朝鮮語: 김봉철、1941年5月2日 - 2012年2月14日）は、朝鮮民主主義人民共和国の政治家。平壌市人民奉仕総局総局長、内閣事務局副部長、商業相などを歴任。

## 経歴
1941年に日本統治下の咸鏡南道に生まれた。金日成総合大学卒業。1994年に政務院商業部副部長に就任した。1998年9月には商業副相に就任した、同年10月には朝中親善協会中央委員会副委員長に就任した。2001年には平壌市人民奉仕総局第1副総局長に就任し、2002年には総局長に昇進した。内閣事務局副部長を経て2008年に商業相に就任し、2009年に最高人民会議第12期代議員に選出された。2011年に中国の温家宝国務院総理と会談するため、訪中した崔永林総理に随行した。
2012年の金正日総書記の誕生日である2月16日(光明星節)に、黄海沖の離島に配給を配るためヘリコプターで水運島に向かう最中に墜落し、死亡した。同年4月13日に開催された最高人民会議第12期5次会議で後任に李成浩が任命された。

## 参考サイト
- 북한정보포털

| 先代李勇善 | 商業相2008年 - 2012年 | 次代李成浩 |